# 安杰洛·迪利维奥
安杰洛·迪利维奥（義大利語：Angelo Di Livio，1966年7月26日—），意大利男子足球运动员，司职后卫、中场。他曾代表意大利参加1998年和2002年国际足联世界杯，及1996年和2000年欧洲足球锦标赛。